# 路向四肢傷殘人士協會
路向四肢傷殘人士協會（英語：Direction Association for the Handicapped）是香港首個主要服務四肢傷殘人士的非牟利自助組織。1991年註冊為非牟利團體，時稱「路向義工團」，1995年改為現名，簡稱「路向」，承繼所有路向義工團的會員，義工，使命及宗旨。希望集合四肢傷殘人士的力量，提倡四肢傷殘人士自助互助，善用社區資源，重新融入社會，亦是首個組織利用資訊科技來協助殘障人士重新投入社會的團體。1994年開始獲得香港公益金資助。2006年4月1日開始以有限公司形式運作。協會的會址位於將軍澳調景嶺健明村商場（擴展部分）露天平台3室。
2021年路向四肢傷殘人士協會將會邁向創會30週年。

## 服務宗旨、特點

### 宗旨
- 主要為四肢傷殘人士服務
- 發揮會員互助精神[4]
- 協助四肢傷殘人士發展潛能
- 爭取四肢傷殘人士的福利及社會地位

### 服務對象
因頸椎受創或其他因素而導致四肢缺損的傷殘人士。

### 特點
- 執委會及各組別成員皆由會員義務參與
- 透過到社區舉辦積極人生講座分享，讓四肢傷殘人士對社會作出貢獻，藉以創造一個更平等和諧社會
- 發動四肢傷殘會員親往探訪四肢傷殘的新舊病患者，以親身經歷鼓勵他們振作，積極人生
- 緊急輪椅維修及家居改建咨詢服務
- 發展四肢傷殘人士潛能，開辦適合他們的課程，鼓勵他們參與策劃活動及會務發展

## 目標
- 聯合會員互相鼓勵、分享經驗和資訊，發揮自助與互助精神，幫助四肢傷殘人士重投社區
- 反映四肢傷殘人士的需要，推動會員參與社區事務，肩負起倡導責任，爭取合理權益
- 透過公眾教育，增進社區對四肢傷殘人士的了解，建立傷健共融的社會

## 四大部門

### 個案探訪
- 定期慰問/探訪會員，透過經驗分享給予新舊傷患者支持及鼓勵
- 跟進他們及家人面對的種種問題，如居住環境、外傭照顧、福利資源等
- 以過來人身份支援病患者家屬，透過分享獲得支持和勉勵
- 凝聚相同地區居住的四肢傷殘人士，組織穩定的社區網絡

### 復康資源
- 提供輪椅維修，緊急拯救及有關轉介服務
- 復康及醫療器材借用服務
- 醫學復康資訊講座

### 公眾教育
- 前往社區及學校進行生命教育講座和體驗活動
- 透過生命分享，激勵別人積極面對人生，以生命影響生命
- 讓社會人士了解及明白四肢傷殘人士的需要，建立共融社會
- 舉辦康樂活動讓會員學習新事物，擴闊社交圈子

### 政策倡導
- 提升會員對個人福利、政策、服務需要的關注，共同策劃
- 參與不同政府部門的會議，提供可行的意見
- 參與職席聯盟會議，與其他復康團體交流合作

## 社會企業
全名名為「Co Creer 凝創 （页面存档备份，存于）」
- 聘用殘疾人士，協助他們長期就業、自力更生
- 提供紀念品產品設計及製作服務
- 提供逆境商數AQ培訓課程，由「生命鬥士」分享面對逆境的經歷，讓企業員工懂得如何走出種種逆境，及創造無障礙(設施及創新思維)之營商環境

## 路向歷史
1986年 - 路向義工團成立
1991年 - 註冊為非牟利團體
1995年 - 改名為路向四肢傷殘人士協會
2000年 - 開始生命教育講座
2004年 - 成功爭取特別護理津貼
2005年 - 遷至調景嶺現址
2008年 - 成立社企，銷售紀念品
2009年 - 成功爭取殘疾人士地區支援中心
2011年 - 出版書籍《路向》
2012年 - 出版全港首個<西貢郊區景點無障礙設施巡遊>刊物，成功爭取傷殘人士$2乘車優惠
2013年 - 舉辦全港首個由四肢傷殘人士編導演的話劇<戀愛不容易>
2014年 - 社企開設新服務，為企業提供<逆境情商培訓課程>，<戀愛不容易>載譽重演，成功爭取<嚴重肢體傷殘人士綜合支援服務計劃>，成立全港首個四肢傷殘人士為主的iPad樂隊<毛管戙>
2015年 - 舉辦全港首個由四肢傷殘人士演出的<喜怒哀樂生命分享音樂會>，設立全港首支輪椅拯救隊，社企衝出香港到台灣及上海舉辦工作坊
2016年 - 首次衝出香港，與澳門明愛舉辦<生命彩虹音樂分享會>，成功爭取關愛基金「為低收入的殘疾人士照顧者提供生活津貼試驗計劃」
2017年 - 獲<嘉道理慈善基金>資助，開辦生命講師培訓課程，獲<中華電力>資助，舉辦 U CAN 活動
2018年 - 推出新Logo 以及新網頁，中心重新裝修，社企獲得HKMA <Award for Excellence in Training and Development>
2019年 - 舉辦全港首個輪椅花車巡遊活動

## 應用科技
路向義工團會為四肢傷殘、只有極小的活動能量或須長期躺在床上的會員設計特別的工具，以使他們可以利用戴在頭部的控制桿來控制電子儀器。另外亦開設電腦班，教授會員中文輸入法。他們更設有自己的BBS，以方便會員與外界的健全人士透過電腦交談。

## 認可慈善團體
- 路向四肢傷殘人士協會屬香港稅務條列第88節認可慈善團體。香港稅務局免稅檔案編號 91/3585
- 公司註冊編號 No. 984265

## 2021-2022執行委員會成員
由18位傷殘人士及1位健全人士組成。
- 主席：嚴楚碧
- 副主席：李遠大，羅偉祥(歿)，蘇永通，周志明
- 委員：陳嘉敏，陳上忠，章世恆，趙得興，朱瑞蓮，何靜嫻，何偉強，蘇勝展，許毓青，黎志強(歿)，劉偉康，羅佩貞，李澔勤，王漢威